# Діонісій (митрополит Московський)
Митрополит Діонісій (? — 1587, Хутинський монастир) — митрополит Московський і всія Русі. Митрополит Діонісій був розумним, освіченим і красномовним, за що його називали «премудрим граматиком».
Про митрополита Діонісія збереглося небагато відомостей. Відомо, що в 1577 році він був ігуменом Хутинського монастиря. У лютому 1581 року хіротонізований на єпископа і зведений у сан митрополита Московського і всієї Русі.
При ньому помер цар Іван Грозний і вінчався на царство Федір Іоаннович. Архіпастирське служіння преосвященного Діонісія проходило в напруженій обстановці, коли йшла боротьба за вплив на царя між Борисом Годуновим і князями Шуйськими. Митрополит прагнув примирити ворогуючі сторони і на деякий час він досяг успіху в цьому. Фінансові потреби держави були такі, що Діонісій змушений був поступитися на соборі 1584 року багатьма пільгами церковного землеволодіння.
У 1586 році позбавлений кафедри і засланий в Хутинський монастир за викриття царського шурина Бориса Годунова. Помер у 1587 році в Хутинському монастирі.